# ریو نگرو (آرژانتین)
ریو نگرو یا رود نگرو (در زبان اسپانیایی rio negro و به معنای رود سیاه) مهم‌ترین رود استان ریو نگرو در آرژانتین است.
این رود از اتصال دو رود لیمای و نئوکن به وجود می‌آید و از مرز استان نئوکن به سوی جنوب شرق و اقیانوس اطلس پیش می‌رود. ریو نگرو با تأمین آب باغ‌های میوه در استان، ۶۵ درصد سیب و گلابی کشور را به عمل می‌آورد. هم چنین مسابقات قایق‌رانی – کایاک- رگاتا دل ریو نگرو به طول ۶۵۳ کیلومتر در این رود برگزار می‌شود. سدهای کوچکی برای تولید برق بر این رود احداث شده‌است.

## نام
رنگ این رود برخلاف نام اصلی اش، متمایل به سبز است. نام نگرو (سیاه) در واقع، ترجمه واژه curu leuvu، نامی که بومیان ماپوچه به آن داده‌اند می‌باشد. در گذشته به علت وجود درختان بید در کناره‌های رود، بدان ریو دلوس سائوسس (رود بید) می‌گفتند.